# Steve Carr
Steven "Steve" Harold Carr (Brooklyn, 7 de abril de 1965 é um produtor e cineasta norte americano, conhecido por dirigir comédias como Next Friday, Daddy Day Care, Dr. Dolittle 2 e
Paul Blart: Mall Cop, além de alguns videoclipes dos rappers Slick Rick e Jay-Z.
Carr fundou a empresa de design The Drawing Board, com Cey Adam, para criar uma capas de álbuns icônicas para artistas da Def Jam Recordings como Beastie Boys, Public Enemy, LL Cool J, entre outros  mais.

## Biografia
Carr irá digirir uma adaptação de Rumpus Entertainment Comic Meet the Haunteds.

## Filmografia

### Como Diretor
- Next Friday (2000)
- Dr. Dolittle 2 (2001)
- Daddy Day Care (2003)
- Rebound (2005)
- Are We Done Yet? (2007)
- Paul Blart: Mall Cop (2009)
- My Mother's Red Hat (2009)
- Short Circuit (2011)

### Como produtor
- Mama's Boy (Produtor executivo)
- Joseph Henry (Produtor executivo)
- Are We Done Yet? (Produtor executivo)
- Santa Baby (Produtor executivo)